# 笑靥儿
笑靥儿（法语名：sourire）是一种起源于中国的甜食。据宋朝孟元老著《东京梦华录﹒七夕》记载:
“七月七夕……又以油麵糖蜜造为笑靨儿，谓之果食，花样奇巧百端，如捺香方胜之类，若买一斤，数内有一对被介胄者如门神之像。”